# Diana la cortigiana
Diana la cortigiana (Diane) è un film statunitense del 1956 diretto da David Miller prodotto da Edwin H. Knopf e distribuito da Metro-Goldwyn-Mayer.

## Trama
Diana, moglie del conte di Brézé, è la favorita del principe Enrico, figlio cadetto del re di Francia Francesco I e marito di Caterina de' Medici. Dopo la morte di Francesco I, Gondi, consigliere di Caterina, riesce a far avvelenare l'erede e a consentire a Enrico di diventare re.
Enrico muore poco tempo dopo in un torneo, grazie ad armi truccate fatte preparare da Gondi, e Caterina assume la reggenza per il figlio, ancora bambino. Caterina, scoperte le congiure di Gondi, ne ordina l'arresto. Nonostante l'odio che nutriva per Diana, amante di suo marito, le consente di lasciare la corte e ritirarsi nel suo castello.

## Produzione
La sceneggiatura del film è di Christopher Isherwood ed è basata su un soggetto di John Erskine. La fotografia fu curata da Robert H. Planck e il film fu girato in CinemaScope su pellicola Eastmancolor. I costumi furono realizzati da Walter Plunkett e la colonna sonora da Miklós Rózsa.
Il film fu l'ultimo che Lana Turner girò sotto contratto con MGM.
Una versione in DVD fu pubblicata il 28 maggio 2013 da Warner Home Video.

## Accoglienza del pubblico
Il film fu considerato un fallimento dal punto di vista finanziario. Secondo i dati della MGM, incassò solo 461.000 dollari tra Stati Uniti e Canada e 771.000 nel resto del mondo, a fronte di un costo di produzione di 2.666.000 dollari.
Christopher Isherwood criticò le modifiche apportate alla sua sceneggiatura originale, attribuendone la responsabilità agli interventi della protagonista.